# هاريس التفاعلي
مركز هاريس التفاعلي، هي شركة متخصصة في أبحاث السوق، وتعرف باسم «استطلاع هاريس» (Harris Poll). تعمل الشركة في مجموعة واسعة من الصناعات. تدّعي شركة هاريس بأن لديها عملاء في أكثر من 215 بلداً وإقليماً من خلال مكاتبها في أميركا الشمالية وأوروبا وآسيا، وشبكة من الشركات المستقلة العاملة في أبحاث السوق.